# 叙尔特岛利斯特
叙尔特岛利斯特（德語：List auf Sylt，發音：[ˈlɪst ʔaʊf ˈzʏlt]；2009年之前名为利斯特 (List)）是德国石勒苏益格-荷尔斯泰因州北弗里斯兰县的市镇，位于叙尔特岛北部，是德国最北端的市镇，面积18.4平方千米，2023年12月31日人口为1,680人。